# Астон, Джон (старший)
Джон А́стон-старший (англ. John Aston; 3 сентября 1921, Престуич — 31 июля 2003, Манчестер) — английский футболист.

## Биография
Уроженец Престуича (неподалёку от Манчестера), Джон Астон был выпускником молодёжной академии «Манчестер Юнайтед»: летом 1938 года он стал выступать за молодёжный атлетический клуб «Манчестер Юнайтед» (англ. Manchester United Junior Athletic Club), а уже декабре 1939 года он стал профессиональным футболистом. Неофициальный дебют Астона в основном составе «Юнайтед» состоялся в сезоне 1940/41: он вышел на поле 31 августа 1940 года в матче Северной региональной лиги против «Рочдейла» на позиции левого крайнего нападающего и забил гол.
Из-за войны официальный дебют Астона за клуб состоялся только 18 сентября 1946 года в матче против «Челси». Астон-старший был мощным, цепким левым защитником. Какой-то период своей клубной карьеры он также провёл на позиции центрфорварда. Он сыграл в финале Кубка Англии 1948 года против «Блэкпула», который «Юнайтед» выиграл со счётом 4:2. В 1954 году Астон завершил футбольную карьеру, сыграв за клуб 284 матча и забив 30 голов.
Астон также выступал за сборную Англии, проведя за неё 17 матчей в период с 1948 по 1950 годы. В сборной он играл на позиции левого защитника. Астон принял участие в чемпионате мира 1950 года.
Его сын, Джон Астон-младший также был выпускником молодёжной академии «Манчестер Юнайтед» и выступал в основном составе клуба.
Он скончался в июле 2003 года в возрасте 81 года.

## Достижения
«Манчестер Юнайтед»
- Чемпион Первого дивизиона: 1951/52
- Обладатель Кубка Англии: 1948
- Обладатель Суперкубка Англии: 1952
- Итого: 3 трофея

## Статистика выступлений
| Клуб              | Сезон            | Лига | Лига | Кубок Англии | Кубок Англии | Прочие | Прочие | Итого | Итого |
| Клуб              | Сезон            | Игры | Голы | Игры         | Голы         | Игры   | Голы   | Игры  | Голы  |
| ----------------- | ---------------- | ---- | ---- | ------------ | ------------ | ------ | ------ | ----- | ----- |
| Манчестер Юнайтед | 1946/47          | 21   | 0    | 2            | 0            | 0      | 0      | 23    | 0     |
| Манчестер Юнайтед | 1947/48          | 42   | 0    | 6            | 0            | 0      | 0      | 48    | 0     |
| Манчестер Юнайтед | 1948/49          | 39   | 0    | 8            | 0            | 1      | 0      | 48    | 0     |
| Манчестер Юнайтед | 1949/50          | 40   | 0    | 5            | 0            | 0      | 0      | 45    | 0     |
| Манчестер Юнайтед | 1950/51          | 41   | 15   | 4            | 1            | 0      | 0      | 45    | 16    |
| Манчестер Юнайтед | 1951/52          | 18   | 4    | 0            | 0            | 0      | 0      | 18    | 4     |
| Манчестер Юнайтед | 1952/53          | 40   | 8    | 4            | 0            | 3      | 0      | 47    | 8     |
| Манчестер Юнайтед | 1953/54          | 12   | 2    | 0            | 0            | 0      | 0      | 12    | 2     |
| Всего за карьеру  | Всего за карьеру | 253  | 29   | 29           | 1            | 4      | 0      | 286   | 30    |